# Philosophie de l'éducation
La philosophie de l'éducation s'attache à comprendre la nature et les enjeux philosophiques de l'éducation, ainsi que ses implications sur le plan individuel et collectif. Elle soulève notamment des questions axiologiques (place de l’autorité) et politiques (formation du citoyen).

## Délimitation

### Enjeux
La démarche philosophique est avant tout une démarche réflexive et conceptuelle. Alors que les sciences de l'éducation sollicitent des disciplines constituées comme la sociologie, la psychologie ou l'histoire ou spécifiques aux problèmes éducatifs comme la docimologie ou la didactique, la philosophie amène à s'interroger sur les fondements théoriques des pratiques et des savoirs éducatifs. L'éducation suscite l'intérêt des philosophes au moins depuis Platon et a donné lieu à nombre de textes canoniques, de Montaigne à Fichte en passant par Locke et Hegel. La philosophie de l’éducation ne se borne cependant pas au commentaire de ces auteurs même si elle s'appuie sur eux : elle étudie les présupposés et les finalités de l'éducation, ainsi que ses relations avec d'autres enjeux théoriques connexes, comme la relation au savoir et l'apprentissage de la liberté.

### Nature de l'éducation
L'éducation se distingue en partie du fait d'élever un enfant, ce qui se rapporte avant tout à la sphère familiale, et de l'enseignement, en lien avec une activité institutionnelle codifiée et de la formation, qui met l'accent sur l'acquisition de savoirs ou de compétences spécifiques. La conception de l’éducation est souvent articulées aux finalités qui lui sont assignées, comme la transmission des savoirs ou le développement intellectuel. Ainsi, Henri Marion écrit dans sa Leçon d'ouverture aux sciences de l’éducation à la Sorbonne que l'éducation vise chez l’enfant à le transformer en sujet moral et à l'ouvrir à la « liberté de l'homme »,.
L'éducation suppose souvent le caractère inachevé de l'être humain et une disposition universelle à l’apprentissage.

## Maître et élève

### Place de l'enfant
La manière dont est considérée l'enfant influence la manière de considérer son éducation : est-il considéré avant tout comme un adulte en devenir ou pour ce qu'il est à l'instant présent ? L'alternative peut être dépassée dans la mesure où l'éducation n'est uniquement destinée à conforter l’enfance dans ce qu'elle est (ce qui supposerait une maturité spontanée), ni à le conformer à un rôle social qui s'apparente alors à du dressage. Dans cette perspective entre deux extrêmes, l'éducation vise avant tout à apprendre à devenir humain et ne connaît donc pas de terme.
Dans L'Émile, Rousseau a refondé l'approche des méthodes pédagogiques en insistant sur la nécessité de s'adapter au développement de l'enfant, désapprouvant un usage trop précoce du raisonnement et un recours excessif aux mots. Déclarant que « avec notre éducation babillarde nous ne faisons que des babillards », il met en effet en avant le principe d'une éducation utile nourrie de l’apport de l’expérience et du contact avec la nature. Il prend l’exemple d'une leçon d'astronomie donnée lors d'une promenade dans un bois de Montmorency, où l'ombre portée par le Soleil permet de retrouver le chemin. De son côté Hannah Arendt estime qu'il importe de ne pas accorder trop d'autonomie aux groupes d'enfants dans lesquels l'éducateur n’endosse qu'une responsabilité d'assistant. La dynamique du groupe conduit à oblitérer les singularités de chacun et les enfants peuvent s'avérer aussi tyranniques que les adultes.

### Autorité et liberté
L'éducation instaure un rapport vertical entre l'éducateur et l'éduqué, de par les différences en termes de savoirs, de position sociale et d'âge. Les principes éducatifs peuvent pousser ce rapport dissymétrique à leur paroxysme en faveur d'une éducation autoritaire ou au contraire œuvrer en faveur de relations horizontales entre maîtres et élèves comme le promeut l'éducation nouvelle. La contrainte, dans la mesure où elle est émancipatrice, n’est pas incompatible avec une éducation émancipatrice

## Valeurs

### Que transmettre?
La nature, la qualité et la quantité des savoirs à transmettre est l'une des questions principielles de l’éducation. La prétention à l'universalité se heurte à la tendance au relativisme devant la diversité des cultures. Il importe également de s'interroger sur la mention politique de ce contenu, par exemple s'il correspond davantage au capital culturel d'une classe sociale ou non.
Dans un de ses textes pédagogiques, Hegel met en avant l'importance des Anciens dans la formation culturelle, même s'il affirme que l’activité de l’esprit peut s'exercer à l'égard de tout matériau. Il considère en effet que s'imprégner des œuvres du passé, dont il souligne la beauté et la richesse, est à même de fortifier l’esprit. Leur étrangeté conférée par leur éloignement de la culture contemporaine est à ses yeux un facteur d'attrait et de curiosité notamment pour la jeunesse. Dans l’une des plus longues sections des Essais, Michel de Montaigne déplore chez les précepteurs la transmission d'un savoir livresque et verbeux. Déclarant que « C'est témoignage de crudité et indigestion que de regorger la viande comme on l'a avalée », il insiste sur la nécessaire formation du jugement contre le seul exercice de la mémoire.

### Excellence ou égalité
L'éducation est un secteur où l'aspiration à l'égalité dans les sociétés démocratiques est particulièrement fort. Cet enjeu invite à penser les conditions de l'égalité dans l'école (l’égalité des chances) et par l'école (la lutte contre les inégalités sociales par le système scolaire). Le principe de la sélection méritocratique peut être pensé de manière complémentaire à cet idéal ou être considéré comme une contradiction à surmonter.

### Individu ou collectivité
L'éducation répond à des besoins individuels et collectifs. La recherche de l’épanouissement personnel s'avère parfois avec les objectifs sociaux donnés au système éducatif. S'inscrivant dans une perspective libérale et utilitariste, la réflexion de John Stuart Mill illustre cette tension entre individualisme et collectivisme. L'intervention de l’État dans le domaine éducatif est considérée comme un moyen de défendre la liberté (en favorisant l’émancipation des enfants et futurs citoyens) et un risque liberticide (si l’État impose ou interdit une doctrine). Mill considère en effet l'absence d'éducation comme un crime moral contre la personne lésée et la société. Dès lors, le philosophe affirme que le système éducatif doit, pour respecter la liberté individuelle, porter sur l’acquisition des connaissances et non la vérité ou la fausseté d'une opinion.

## Institutions
Les institutions éducatives diffèrent, comme les autres institutions, par les fonctions et les valeurs qu'elles incarnent. Il est difficile d'établir des constantes puisqu'elles relèvent de contingences culturelles. S'il existe beaucoup de tiers lieux éducatifs comme les bibliothèques ou les mouvements de jeunesse, la famille et l'école sont des exemples paradigmatiques d'institutions éducatives. 

### Famille
Même si ce n'est pas sa seule fonction, la cellule familiale joue souvent un rôle éducatif primordial, malgré la diversité de ses formes, car elle prépare souvent les habitudes et la socialisation de l'enfant. Elle peut se concevoir comme une « école du sentiment » selon les mots d'Alain. Le caractère sclérosant qu'elle joue dans la transmission de l'héritage culturel est cependant dénoncé par des personnalités comme Sartre dans Les Mots. L'éducation familiale prend par nature une tournure plus affective et personnelle que l'instruction publique. Si Auguste Comte la considère comme un horizon indépassable pour ce qui relève de la transmission de l'amour et de l'obéissance, Platon imagine de la substituer à la cité dans Les Lois.

### École
L'école n’est pas une réalité universelle. Elle vise essentiellement à la transmission d'un savoir scolaire qui se caractérise par son organisation, un enseignement conçu pour être durable et présenté de manière didactique, sans nécessairement d'utilité immédiate. Dans Une société sans école, Ivan Illich plaide pour la déscolarisation de la société car il considère que l’école vise avant tout à pérenniser les hiérarchies instituées et les croyances productivistes des sociétés modernes. Elle entretiendrait l'illusion que le savoir légitime n'existe qu'entre les murs de l'institution et entraverait les possibilités émancipatrices d'une éducation autonome et décentralisée. Inversement Hannah Arendt souligne que l'école joue le rôle d'intermédiaire entre les élèves et le monde. Sa dimension conservatrice facilite l'appropriation du passé et la prise en compte de l'inégalité des rapports entre enfants et adultes.